# Luzius Rüedi
Luzius Rüedi (né le 12 juin 1900 à Thusis, mort le 19 juillet 1993 à Zurich) est un joueur professionnel suisse de hockey sur glace puis médecin.

## Carrière
Luzius Rüedi joue au HC Davos de 1922 à 1930 puis la saison 1930-1931 au Akademischer EHC Zürich et de 1931 à 1933 au Grasshopper Club Zurich. Il remporte le championnat international suisse en 1924, national en 1926, international et national en 1927, en 1929, en 1930, international en 1933.
Il participe à la Coupe Spengler avec Davos en 1923, 1926, 1927, 1928, 1929. Il remporte la compétition en 1927.
Luzius Rüedi représente la Suisse aux Jeux olympiques de 1928 à Saint-Moritz où la Suisse remporte la médaille de bronze,,. Il participe également au championnat du monde 1930.

## Biographie
Luzius Rüedi est le fils de Thomas Rüedi, médecin. Il grandit à Davos Il suit des études de médecine de 1919 à 1925 dans les universités de Genève, Zürich, Hamburg et Berlin jusqu'au doctorat en 1925 à l'université de Zurich et se spécialise en otorhinolaryngologie comme son père. En 1931, il ouvre un cabinet à Zurich. Il est professeur de la chaire d'oto-rhino-laryngologie à Berne de 1941 à 1948 et se consacre alors aux traumatismes acoustiques des soldats. En 1948, il vient à Zurich et enseigne et dirige la clinique d'ORL jusqu'en 1970,. Son principal sujet de recherche est le traitement chirurgical de l'otospongiose. Il essaie différentes méthodes et développe finalement sa propre méthode pour restaurer le coffrage perturbé des osselets de l'oreille moyenne à l'oreille interne.